# Pampas trava
Pampas trava (lat. Cortaderia) je biljni rod iz porodice trava čija je domovina Južna Amerika, Argentina, Urugvaj i južni Brazil. Ime je dobila po pampasima na kojima raste, a u 19 stoljeću C. selloana je kao ukrasna biljka uvezena i u Europu, pa se već ponegdje smatra i invazivnom. Postoje i kultivari ‘Silver Comet’ i ‘Sunningdale Silver’.
Latinsko ime roda dolazi od španjolske riječi cortar (tezati), a odnosi se na nazubljene rubove listova.
Rodu pripada 20 vrsta.

## Vrste
1. Cortaderia araucana Stapf
2. Cortaderia atacamensis (Phil.) Pilg.
3. Cortaderia bifida Pilg.
4. Cortaderia boliviensis M.Lyle
5. Cortaderia columbiana (Pilg.) Pilg.
6. Cortaderia echinata H.P.Linder
7. Cortaderia egmontiana (Roem. & Schult.) M.Lyle ex Giussani, Soreng & Anton
8. Cortaderia hapalotricha (Pilg.) Conert
9. Cortaderia hieronymi (Kuntze) N.P.Barker & H.P.Linder
10. Cortaderia jubata (Lemoine) Stapf
11. Cortaderia modesta (Döll) Hack. ex Dusén
12. Cortaderia nitida (Kunth) Pilg.
13. Cortaderia planifolia Swallen
14. Cortaderia pungens Swallen
15. Cortaderia roraimensis (N.E.Br.) Pilg.
16. Cortaderia rudiuscula Stapf
17. Cortaderia selloana (Schult. & Schult.f.) Asch. & Graebn.
18. Cortaderia sericantha (Steud.) Hitchc.
19. Cortaderia speciosa (Nees) Stapf
20. Cortaderia vaginata Swallen